# Baie de Concepción
Ne doit pas être confondu avec Baie de la Conception.
La baie de Concepción est une baie naturelle située sur la côte de la province de Concepción dans la région du Biobío, au Chili. À l'intérieur de la baie se trouvent plusieurs des ports les plus importants de la région et du pays, parmi lesquels Penco, Talcahuano et Lirquén (es). 
L'île Quiriquina, située au nord — à l'entrée — de la baie, abrite celle-ci du vent. L'île créée deux entrées possibles à la baie : « Boca Chica » et « Boca Grande ». Boca Chica, qui sépare la péninsule de Tumbes et l'île Quiriquina, mesure entre 2 km et 1 500 mètres de large, avec écueils sur les rives et bien que la profondeur de l'eau soit de 15 mètres, le passage de grands navires est réduit à 400 mètres. Boca Grande est large de 5 km et la profondeur y est de 35 mètres, ce qui la rend préférable pour les grands bâtiments.
Le secteur de la baie où le port de Talcahuano est situé est connu sous le nom de « baie de Talcahuano » et est protégée par la péninsule de Tumbes et l'île Quiriquina.